# کلی سوترتون
کلی سوترتون (انگلیسی: Kelly Sotherton؛ زادهٔ ۱۳ نوامبر ۱۹۷۶) ورزشکار هفت‌گانه و دونده اهل انگلستان بود.
از افتخارات وی می‌توان به کسب سه مدال برنز در بازی‌های المپیک تابستانی اشاره کرد.